# William P. Fessenden

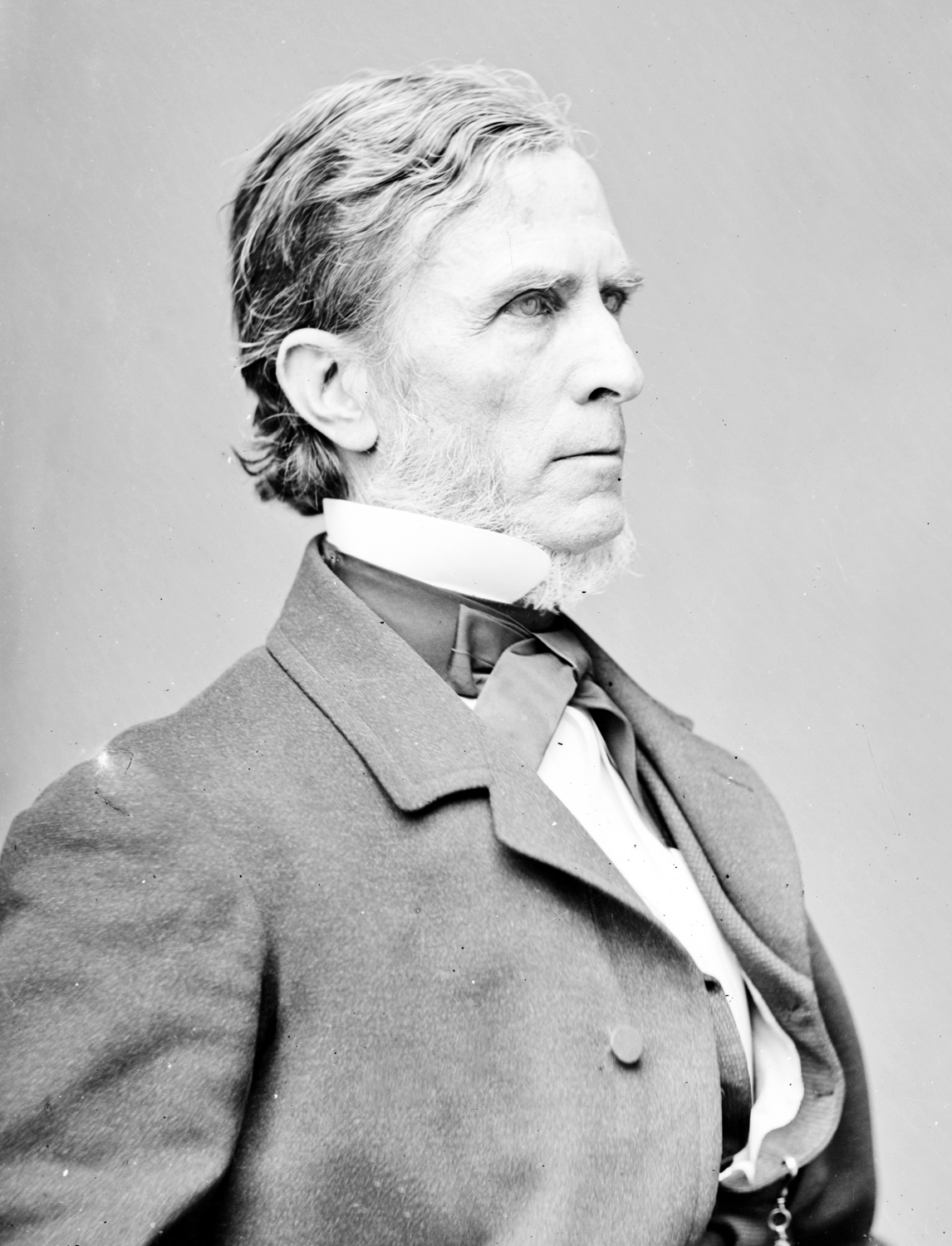
William P. Fessenden

William Pitt Fessenden (* 16. Oktober 1806 in Boscawen, Merrimack County, New Hampshire; † 8. September 1869 in Portland, Maine) war ein US-amerikanischer Politiker, Senator und Finanzminister.

## Familie, Studium und berufliche Laufbahn
Fessenden entstammte einer einflussreichen Familie. Sein Vater Samuel Fessenden war nicht nur Parlamentarier in Massachusetts, sondern auch ein früher Gegner der Sklaverei. Zwei seiner Brüder, Samuel C. Fessenden und Thomas Fessenden, waren ebenfalls Abgeordnete des US-Repräsentantenhauses. Seine drei Söhne dienten im Sezessionskrieg: Samuel fiel in der Zweiten Schlacht am Bull Run, während James zum Brigadegeneral und Francis sogar zum Generalmajor aufstiegen.
Er selbst absolvierte zunächst bis 1823 ein allgemein bildendes Studium am Bowdoin College in Brunswick und im Anschluss daran eine Ausbildung zum Rechtsanwalt in der Kanzlei seines Vaters, die er 1827 mit der Zulassung zum Rechtsanwalt beendete. Im gleichen Jahr war er Mitgründer der Abstinenzbewegung (Temperance Society) von Maine. Später war er auch mehrere Jahre Mitglied des Verwaltungsrates der Smithsonian Institution. 1858 verlieh ihm seine Alma Mater, das Bowdoin College, einen Ehrendoktortitel des Rechtswissenschaften. 1864 wurde er Ehrendoktor der Rechtswissenschaften der Harvard University (LL.D.).

## Politische Laufbahn

### Kongressabgeordneter
Er begann seine politische Laufbahn als Abgeordneter des Repräsentantenhauses von Maine, dem er seit 1832 vier Wahlperioden angehörte. Am 4. März 1841 wurde er Abgeordneter im Repräsentantenhaus der Vereinigten Staaten. Dort vertrat er bis zum 3. März 1843 die Interessen der Whig Party im 2. Wahlbezirk von Maine. In dieser Funktion war er auch Vorsitzender des Ausschusses zur Revision der Verfassung. Im Anschluss daran war er erneut von 1845 bis 1846 Mitglied des Repräsentantenhauses von Maine. Als Delegierter der National Whig Conventions von 1840, 1848 und 1852 trug er zur Nominierung von deren Präsidentschaftskandidaten William Henry Harrison, Zachary Taylor sowie Winfield Scott bei, der allerdings bei der Wahl Franklin Pierce unterlag.

### Senator
Am 4. März 1853 wurde er mit Unterstützung der Whigs und den Gegnern der Sklaverei zum US-Senator gewählt. Als solcher hatte er bis zum 1. Juli 1864 den zweiten Senatssitz für Maine inne. Als Senator war er einer der Hauptgegner des von Senator Stephen A. Douglas vorgelegten Entwurfs des Kansas-Nebraska Act, der die Schaffung der Bundesstaaten Kansas und Nebraska vorsah. Bald darauf trat er auch der neu gegründeten Republikanischen Partei bei, für die er 1860 wieder in den Senat gewählt wurde. Von 1861 bis zu seiner Ernennung zum Finanzminister war er auch Vorsitzender des Senatsausschusses für Finanzen.

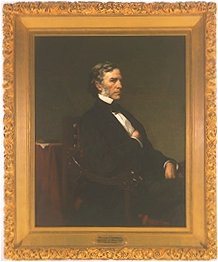
Porträt von Fessenden im Finanzministerium

Am 4. März 1865 wurde er erneut Senator von Maine im Kongress. Dieses Amt bekleidete er dann bis zu seinem Tode. Von 1865 bis 1867 war er erneut Vorsitzender des Finanzausschusses. Anschließend war er Vorsitzender des Gemeinsamen Kongressausschusses für öffentliche Gebäude und Grundstücke. 1869 war er als Nachfolger des späteren Finanzministers Lot M. Morrill noch Vorsitzender des Bewilligungsausschusses des Senats. Dieser folgte ihm auch nach seinem Tod als Vorsitzender des Ausschusses nach. Zugleich war er 1869 Vorsitzender des Gemeinsamen Kongressausschusses für die Kongressbibliothek (United States Congress Joint Committee on the Library). Während des Amtsenthebungsverfahrens gegen Präsident Andrew Johnson im Februar und März 1868 gehörte er zu den sieben republikanischen Senatoren, die gegen ein Impeachment des Präsidenten stimmten.

### Finanzminister unter Präsident Lincoln
Am 5. Juli 1864 berief ihn Präsident Abraham Lincoln zum Nachfolger des zurückgetretenen Finanzministers Salmon P. Chase in sein Kabinett. Dieses Amt übte er jedoch nur bis zum 3. März 1865 aus. Als Finanzminister oblag ihm hauptsächlich die Finanzierung der Regierungsarbeit gegen Ende des Sezessionskrieges. Dabei gab auch er wie sein Vorgänger eine große Geldmenge als Banknoten, so genannte Greenbacks aus, die nicht durch den Goldstandard gedeckt waren und somit zum Anstieg der Inflation führten.
Sein Nachfolger als Finanzminister wurde der bisherige Comptroller of the Currency (Währungskontrolleur), Hugh McCulloch.